# Anzoategui (La Pampa)
Anzoategui es una localidad en la provincia de La Pampa, Argentina, dentro del departamento Caleu Caleu, en el sudeste pampeano. Forma parte del municipio de La Adela.

## Ubicación
Se encuentra sobre la Ruta Nacional 22, a 23 km al este de La Adela y a 148 km al oeste de Bahía Blanca. Se ubica sobre las vías del Ferrocarril General Roca.

## Población
Cuenta con 68 habitantes (Indec, 2010), lo que representa un fuerte incremento del 750% frente a los 8 habitantes (Indec, 2001) del censo anterior. Una causa de este despoblamiento fue la cancelación de los servicios de pasajeros que sufrió el Ferrocarril General Roca en 1993, que hacía parada en esta localidad, en el trayecto que efectuaba entre Bahía Blanca y Zapala.

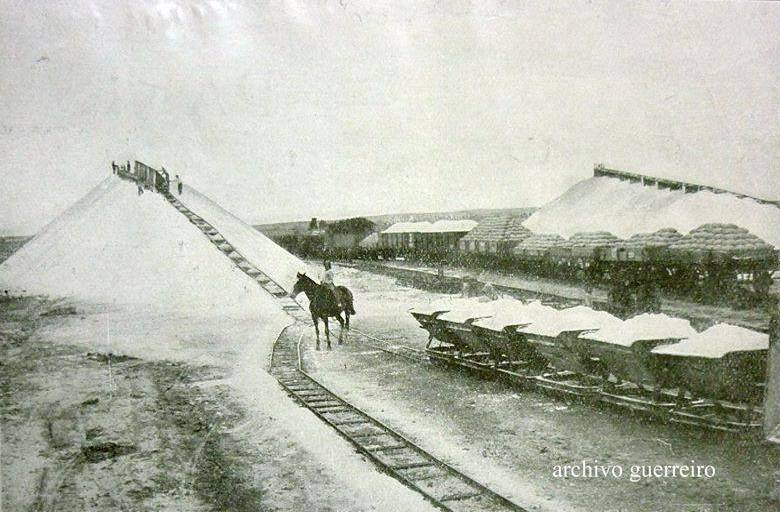
Extracción de sal en las Salinas Grandes.

| Gráfica de evolución demográfica de Anzoategui (La Pampa) entre 1991 y 2010 |
|                                                                             |
| Fuente: Censos nacionales del INDEC                                         |